# Paspalum burchellii
Paspalum burchellii är en gräsart som beskrevs av William Munro och Johann es Christoph Christian Döll. Paspalum burchellii ingår i släktet tvillinghirser, och familjen gräs. Inga underarter finns listade i Catalogue of Life.